# Bahnstrecke Valea Vișeului–Borșa
| |                      |                                         |                                         |
| Kursbuchstrecke (CFR): | 409                  |                                         |                                         |
| Streckenlänge: | 55,2 km              |                                         |                                         |
| Spurweite: | 1435 mm (Normalspur) |                                         |                                         |
| |                      |                                         |                                         |
| \| \| \| von Iwano-Frankiwsk \| \| \| \| 0,000 \| Valea Vișeului \| Valea Vișeului \| \| \| \| nach Sighetu Marmației \| \| \| \| \| \| \| \| \| 8,525 \| Vișeu Bistra \| Vișeu Bistra \| \| \| \| Vișeu \| \| \| \| 13,764 \| Petrova (ehem. Bf) \| Petrova (ehem. Bf) \| \| \| 20,183 \| Leordina \| Leordina \| \| \| 24,000 \| Leordina haltă \| Leordina haltă \| \| \| \| Vișeu \| \| \| \| 29,840 \| Bocicoel \| Bocicoel \| \| \| \| Vișeu \| \| \| \| 33,000 \| Vișeu de Jos \| Vișeu de Jos \| \| \| \| nach Salva \| \| \| \| 37,220 \| Vișeu de Sus haltă \| Vișeu de Sus haltă \| \| \| \| Vișeu \| \| \| \| \| \| \| \| \| 38,529 \| Vișeu de Sus Anschluss an Wassertalbahn \| Vișeu de Sus Anschluss an Wassertalbahn \| \| \| \| \| \| \| \| \| Vișeu \| \| \| \| 47,752 \| Moisei \| Moisei \| \| \| 55,200 \| Borșa \| Borșa \| |                      |                                         |                                         |
| Strecke |                      | von Iwano-Frankiwsk                     | von Iwano-Frankiwsk                     |
| Bahnhof | 0,000                | Valea Vișeului                          | Valea Vișeului                          |
| Abzweig geradeaus und nach rechts |                      | nach Sighetu Marmației                  | nach Sighetu Marmației                  |
| Tunnel |                      |                                         |                                         |
| Haltepunkt / Haltestelle | 8,525                | Vișeu Bistra                            | Vișeu Bistra                            |
| Brücke über Wasserlauf |                      | Vișeu                                   | Vișeu                                   |
| Haltepunkt / Haltestelle | 13,764               | Petrova (ehem. Bf)                      | Petrova (ehem. Bf)                      |
| Bahnhof | 20,183               | Leordina                                | Leordina                                |
| Haltepunkt / Haltestelle | 24,000               | Leordina haltă                          | Leordina haltă                          |
| Brücke über Wasserlauf |                      | Vișeu                                   | Vișeu                                   |
| Haltepunkt / Haltestelle | 29,840               | Bocicoel                                | Bocicoel                                |
| Brücke über Wasserlauf |                      | Vișeu                                   | Vișeu                                   |
| Bahnhof | 33,000               | Vișeu de Jos                            | Vișeu de Jos                            |
| Abzweig geradeaus und nach rechts |                      | nach Salva                              | nach Salva                              |
| ehemaliger Haltepunkt / Haltestelle | 37,220               | Vișeu de Sus haltă                      | Vișeu de Sus haltă                      |
| Brücke über Wasserlauf |                      | Vișeu                                   | Vișeu                                   |
| |                      |                                         |                                         |
| ehemaliger Bahnhof | 38,529               | Vișeu de Sus Anschluss an Wassertalbahn | Vișeu de Sus Anschluss an Wassertalbahn |
| |                      |                                         |                                         |
| Brücke über Wasserlauf |                      | Vișeu                                   | Vișeu                                   |
| ehemaliger Haltepunkt / Haltestelle | 47,752               | Moisei                                  | Moisei                                  |
| ehemaliger Kopfbahnhof Streckenende | 55,200               | Borșa                                   | Borșa                                   |

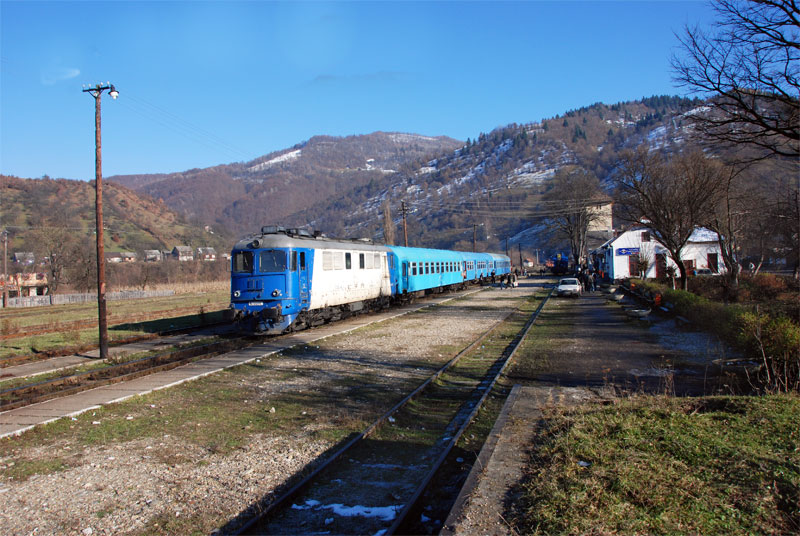
Reisezug im Bahnhof Valea Vișeului (2007)

Die Bahnstrecke Valea Vișeului–Borșa ist eine Normalspurbahn in Rumänien. Sie verläuft durch den Kreis Maramureș im Tal des Flusses Vișeu.

## Geschichte
Während des Baus der Strecke lag die Region auf dem Territorium Ungarns innerhalb der habsburgischen Doppelmonarchie. Im Jahre 1872 wurde die Bahnstrecke Debrecen–Satu Mare–Sighetu Marmației eröffnet. Damit war das Maramuresch-Becken durch das Tal der Theiß an das Eisenbahnnetz angebunden. Durch die Linie Bahnstrecke Sighetu Marmației–Iwano-Frankiwsk (1895) wurden weitere Gebiete der Maramuresch erschlossen.
Danach plante die ungarische Regierung den Bau einer Linie in den Südosten des Komitats Máramaros. Ziel war vor allem die Erleichterung des Holztransports aus den Forstgebieten der Karpaten und der Zugang zu den Erzlagerstätten bei Baia Borșa (ungarisch Borsabánya). Ausgehend von Valea Vișeului (Visóvölgy) an der Bahnstrecke Sighetu Marmației–Iwano-Frankiwsk wurde eine normalspurige Bahn entlang des Flusses Vișeu über Vișeu de Sus (deutsch Oberwischau, ung. Felsővisó) nach Borșa (ung. Borsa, dt. Borscha) errichtet und 1913 für den Verkehr freigegeben.
Gemäß dem Vertrag von Trianon nach dem Ende des Ersten Weltkrieges gelangte der südliche Teil des Komitats Máramaros (Maramuresch) zu Rumänien, der nördliche zur Tschechoslowakei. Die Grenze wurde so gezogen, dass die hier beschriebene Bahnstrecke vollständig zu Rumänien kam. Sie wurde von der Staatsbahngesellschaft CFR übernommen. Durch die neuen Grenzen war die Strecke und auch die Anschlussverbindung nach Sighetu Marmației vom Rest des rumänischen Eisenbahnnetzes abgetrennt. Es verkehrten Züge zwischen Sighetu Marmației und Borșa. Vom Bahnhof Vișeu de Sus aus wurde in den Jahren 1930 bis 1933 die Wassertalbahn errichtet.
In der Zwischenkriegszeit nahm die rumänische Regierung den Bau einer Verbindung von Nordsiebenbürgen in die Maramuresch zwar in Angriff, konnte ihn jedoch nicht vollenden. 1940 ging lediglich eine von Telciu ausgehende Kleinbahn in Betrieb, die die Bahnlinie in der Maramuresch in der Nähe der Ortschaft Moisei erreichte. Noch im gleichen Jahr musste Rumänien durch den Zweiten Wiener Schiedsspruch seinen Teil der Maramuresch wieder an Ungarn abtreten.
Nach dem Zweiten Weltkrieg wurde die Maramuresch in der Pariser Friedenskonferenz 1946 erneut geteilt; der Südteil gelangte wieder an Rumänien. Dadurch gewann für Rumänien der in der Vorkriegszeit begonnene Bau der Verbindung von Nordsiebenbürgen in die Maramuresch wieder an Aktualität. 1949 wurde die Bahnstrecke Salva–Vișeu de Jos eröffnet, die auch die Bedeutung der hier beschriebenen Linie deutlich erhöhte; diese wurde Teil der Bahnverbindung der Maramuresch in den Rest des Landes.
Im März 1997 wurde der Personenverkehr auf dem Streckenabschnitt zwischen Vișeu de Jos und Borșa eingestellt. Er wurde von der SC RG Holz Company SRL, die auch die Wassertalbahn betreibt, erworben.
Im Oktober 2024 wurde bekannt, dass CFR Călători keine Möglichkeit zum Einsatz von leichteren Diesellokomotiven oder Dieseltriebwagen hat, die aufgrund zweier sanierungsbedürftiger Viadukte auf der Strecke Salva–Vișeu de Jos vom staatlichen Infrastrukturbetreiber Compania Națională de Căi Ferate für die weitere Befahrung gefordert werden. Der Verkehr auf der Gesamtstrecke bis Sighetu Marmației könnte somit zum Fahrplanwechsel im Dezember 2024 gänzlich eingestellt werden. Am 25. Oktober 2024 gab CFR in einer Pressemitteilung bekannt, auch im Jahr 2025 weiterhin fünf Zugpaare betreiben und diese zusätzlich bis Cluj-Napoca durchbinden zu wollen.

## Betrieb
Die Strecke ist eingleisig, nicht elektrifiziert und besitzt größtenteils Holzschwellen. Zwischen Sighetu Marmației, Valea Vișeului und Vișeu de Jos verkehren täglich vier Zugpaare von Personenzügen, zwei davon führen Kurswagen nach Bukarest und Cluj-Napoca mit. Die Strecke wird im Jahr 2025 ausschließlich mit Lokomotiven der Lokbaureihe CFR-Baureihe 060 DA sowie der modernisierten Variante 064 DA betrieben. Die rumänische Staatsbahn beabsichtigt die Strecke in Zukunft mit Triebwagen der Baureihe vom Siemens Desiro Classic zu betrieben und führt diesbezüglich Tests durch.

## Galerie

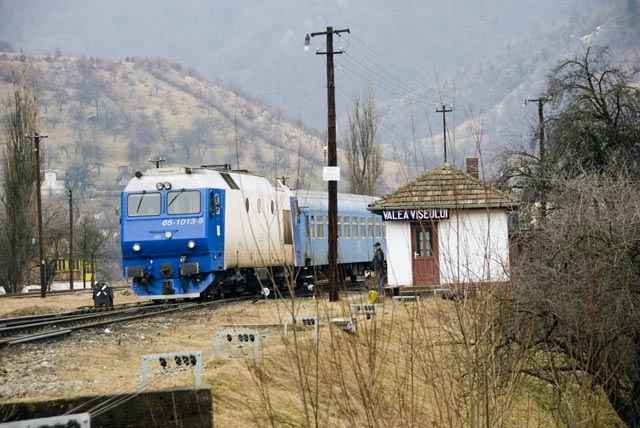
Bahnhofsgelände in Valea Vișeului
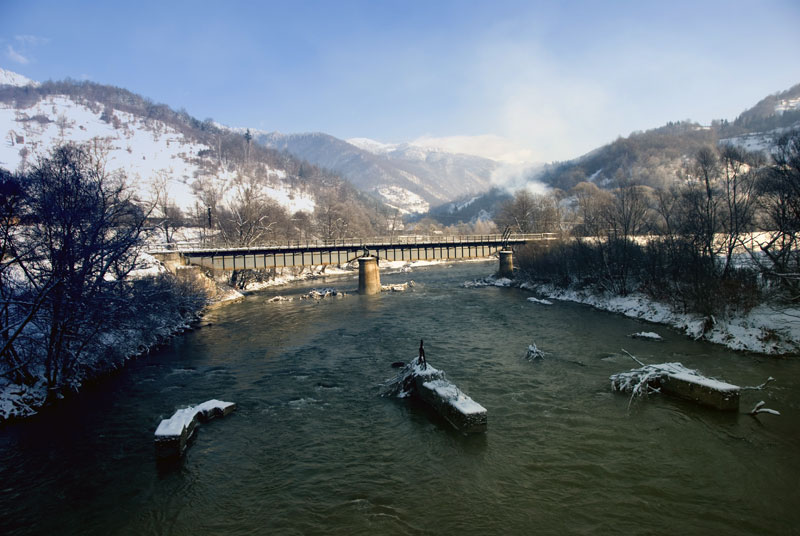
Brücke über den Fluss Vișeu bei Bistra
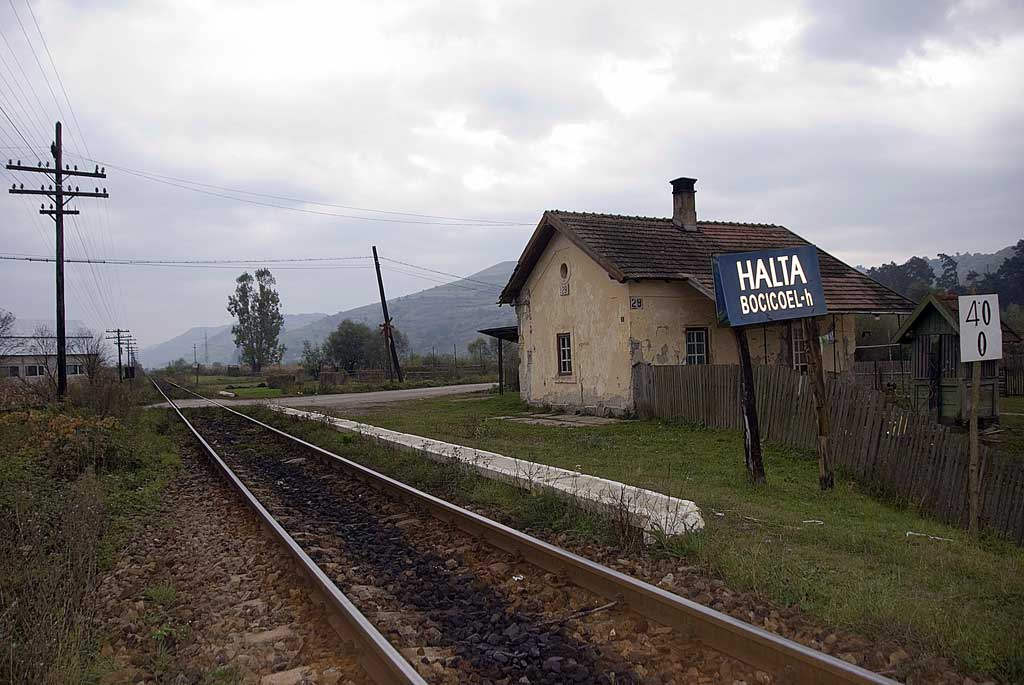
Haltepunkt Bocicoel
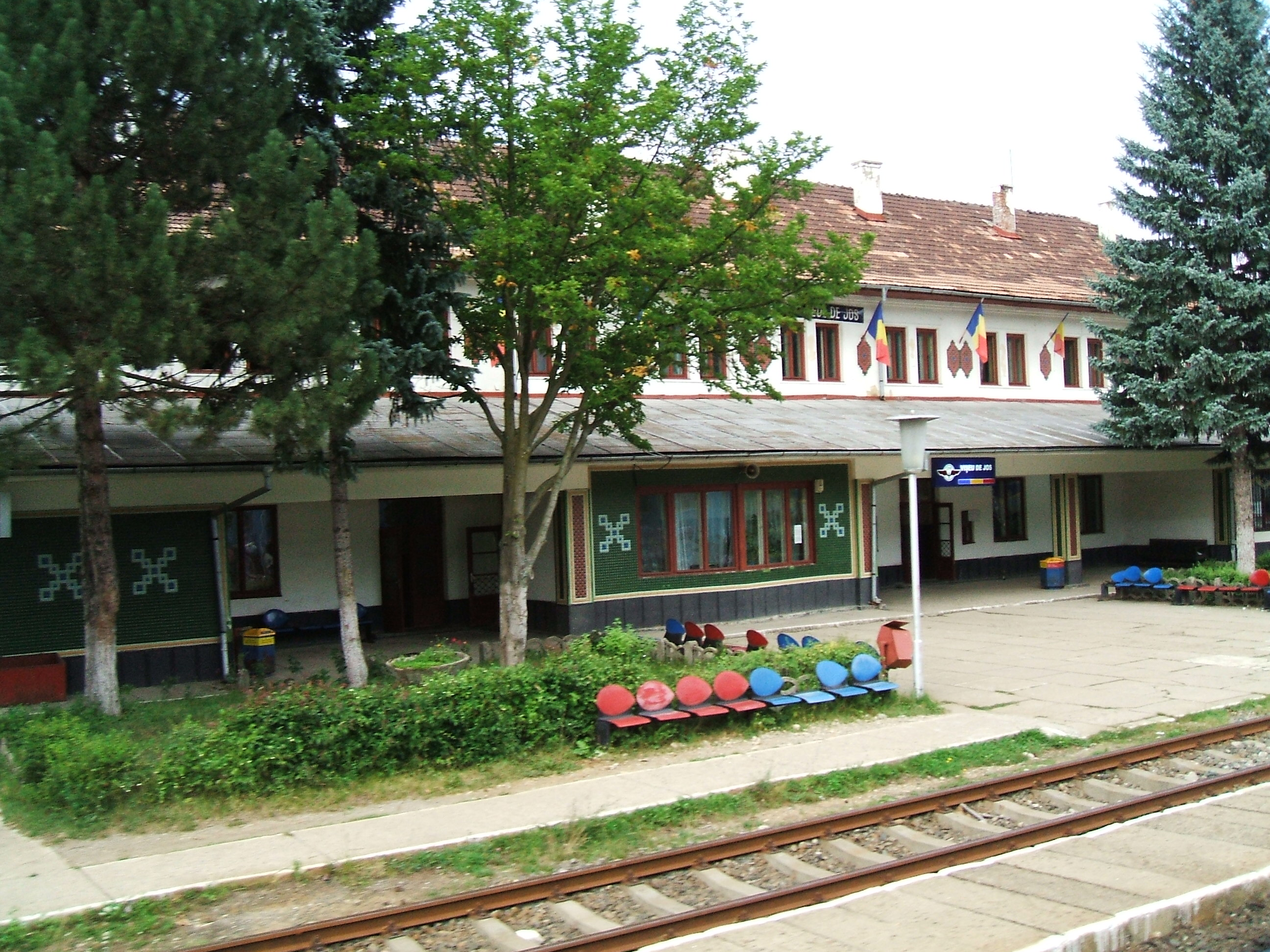
Bahnhof Vișeu de Jos
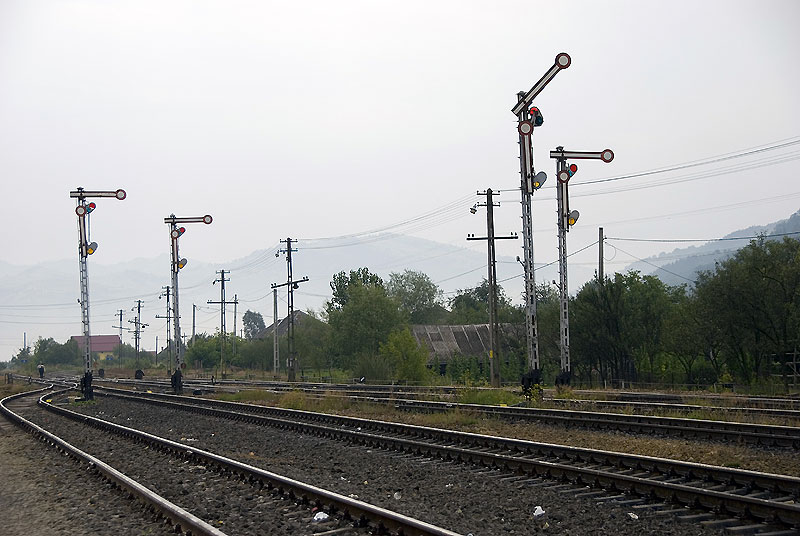
Bahnhofsgelände in Vișeu de Jos
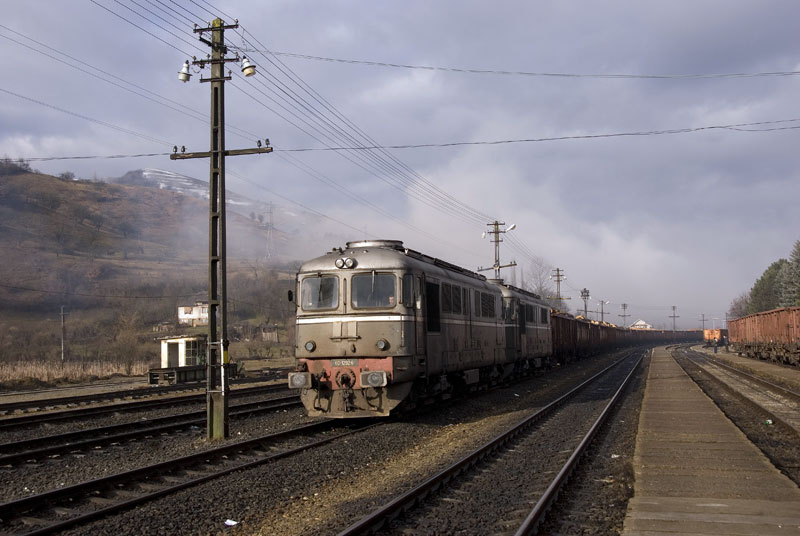
Bahnhof Vișeu de Jos